# Сорокино (28622424341)
Сорокино (рос. Сорокино) — присілок в Калязінському районі Тверської області Російської Федерації.
Населення становить 7 осіб. Входить до складу муніципального утворення Нерльське сільське поселення.

## Історія
Від 2005 року входило до складу муніципального утворення Нерльське сільське поселення.

## Населення
| 1859 | 1888 | 2002 | 2008 | 2010 |
| ---- | ---- | ---- | ---- | ---- |
| 144  | ↗418 | ↘14  | ↘9   | ↘7   |